# Numidische Tanne
Die Numidische Tanne (Abies numidica), auch Algier-Tanne genannt, ist eine Pflanzenart aus der Gattung der Tannen (Abies) in der Familie der Kieferngewächse (Pinaceae). Sie wächst von Natur aus nur im östlichen Algerien.

## Beschreibung

### Vegetative Merkmale
Die Numidische Tanne ist ein immergrüner Baum der Wuchshöhen von bis zu 25 Metern erreichen kann. Die dicht stehenden Äste gehen horizontal vom Stamm ab und bilden eine konisch geformte Krone. Junge Bäume besitzen eine glatte graue Borke, die mit zunehmendem Alter bräunlich grau wird und schuppig aufreißt. Die Rinde der Zweige ist glänzend gelblich-grün bis braun gefärbt.
Die eiförmigen Knospen sind dunkelbraun gefärbt und sind entweder harzlos oder von einer dünnen Harzschicht bedeckt. Die 15 bis 20 Millimeter langen, dunkelgrünen Nadeln stehen dicht an den Zweigen. An der Zweigoberseite stehen sie bürstenartig ab während sie an der Zweigunterseite v-förmig abgehen. An der Nadelbasis sind sie verdreht. An der Nadelunterseite befinden sich zwei weiße Stomatabänder.

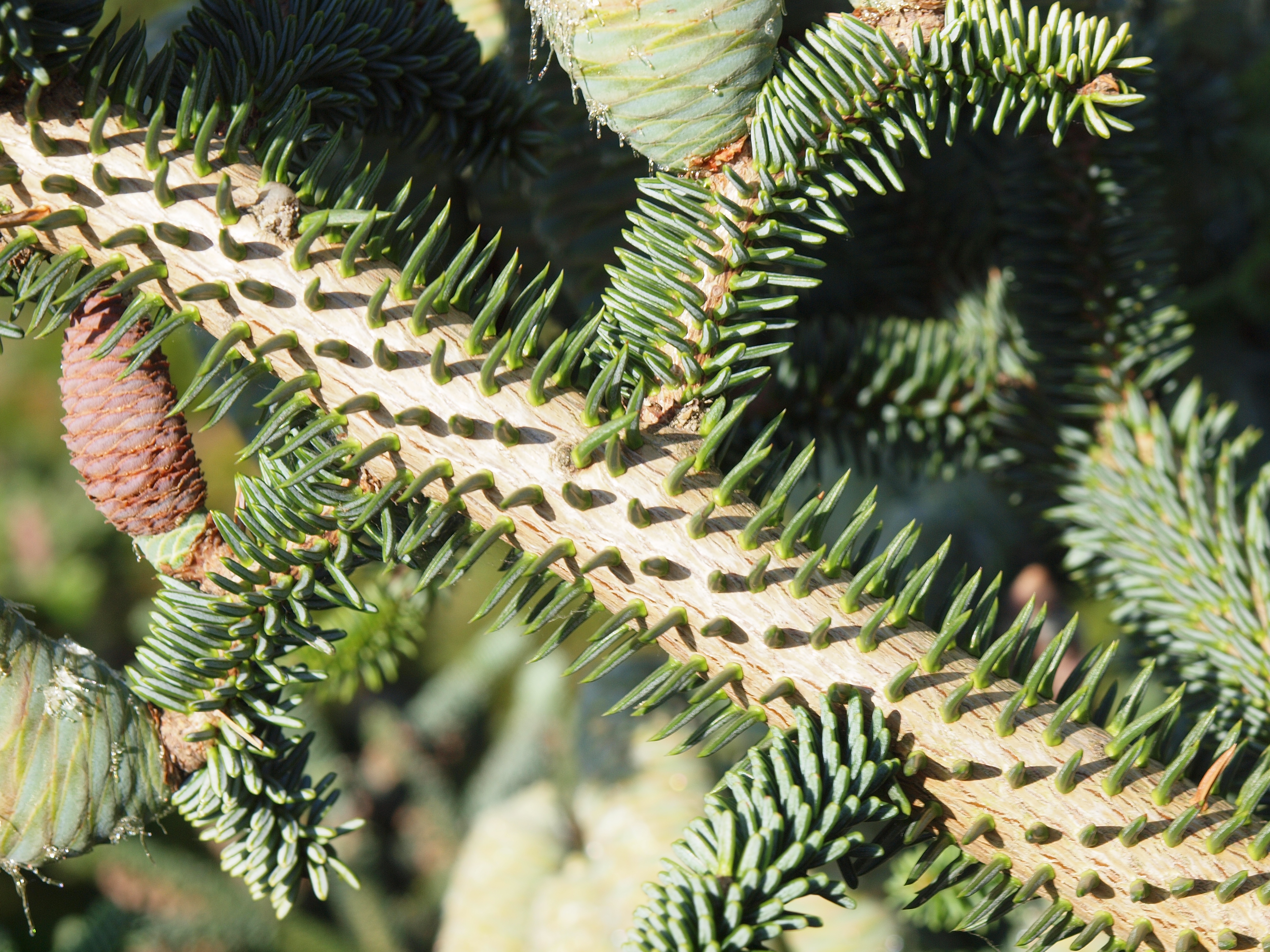
Die Schraubig angeordnete Nadeln werden ausschließlich an Langtrieben gebildet, hier an einem Ast im Gipfelbereich
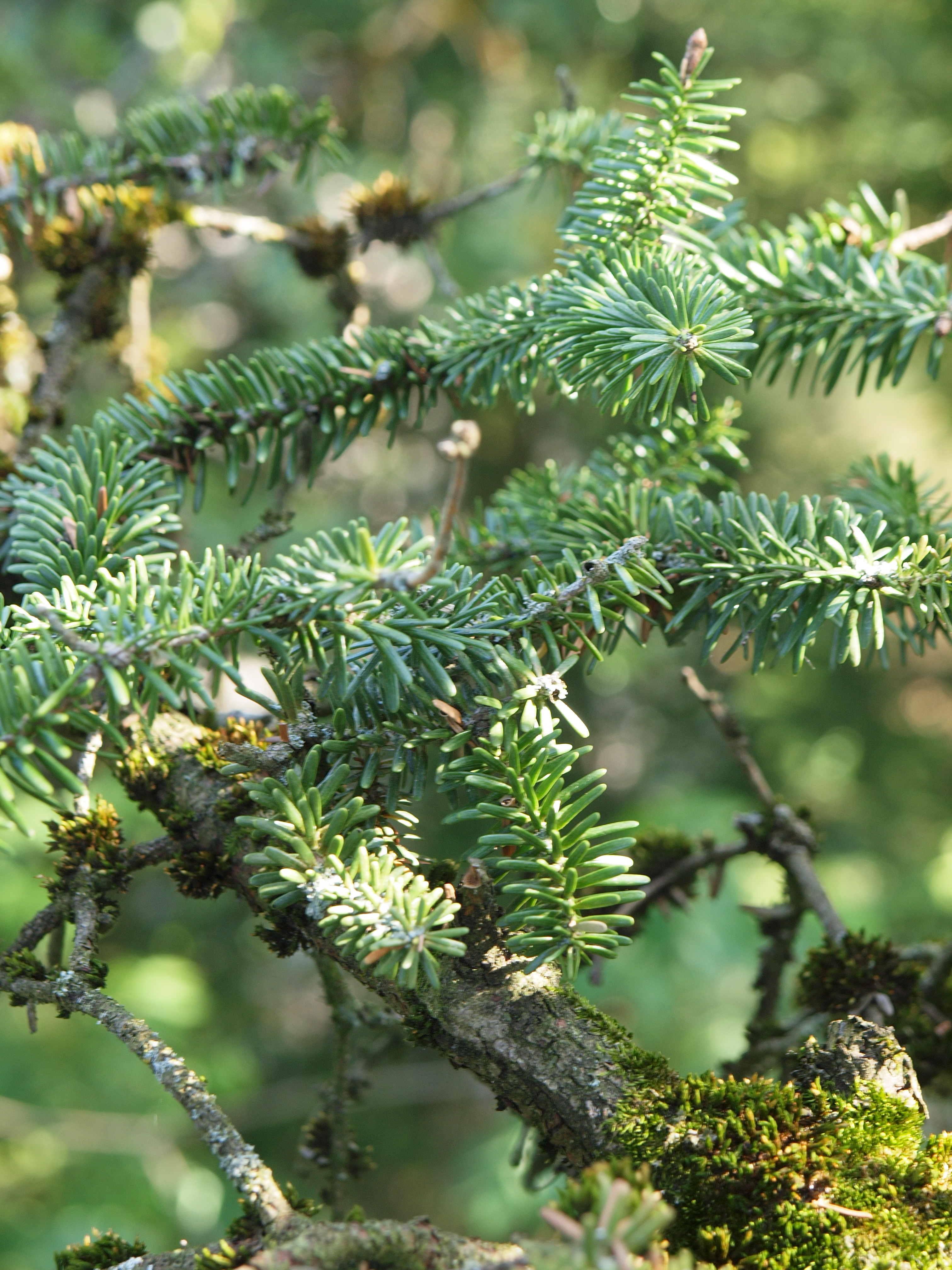
Die kurzen gedrungenen steifen Nadeln der Langtriebe sind stumpf und deutlich dunkelgraugün
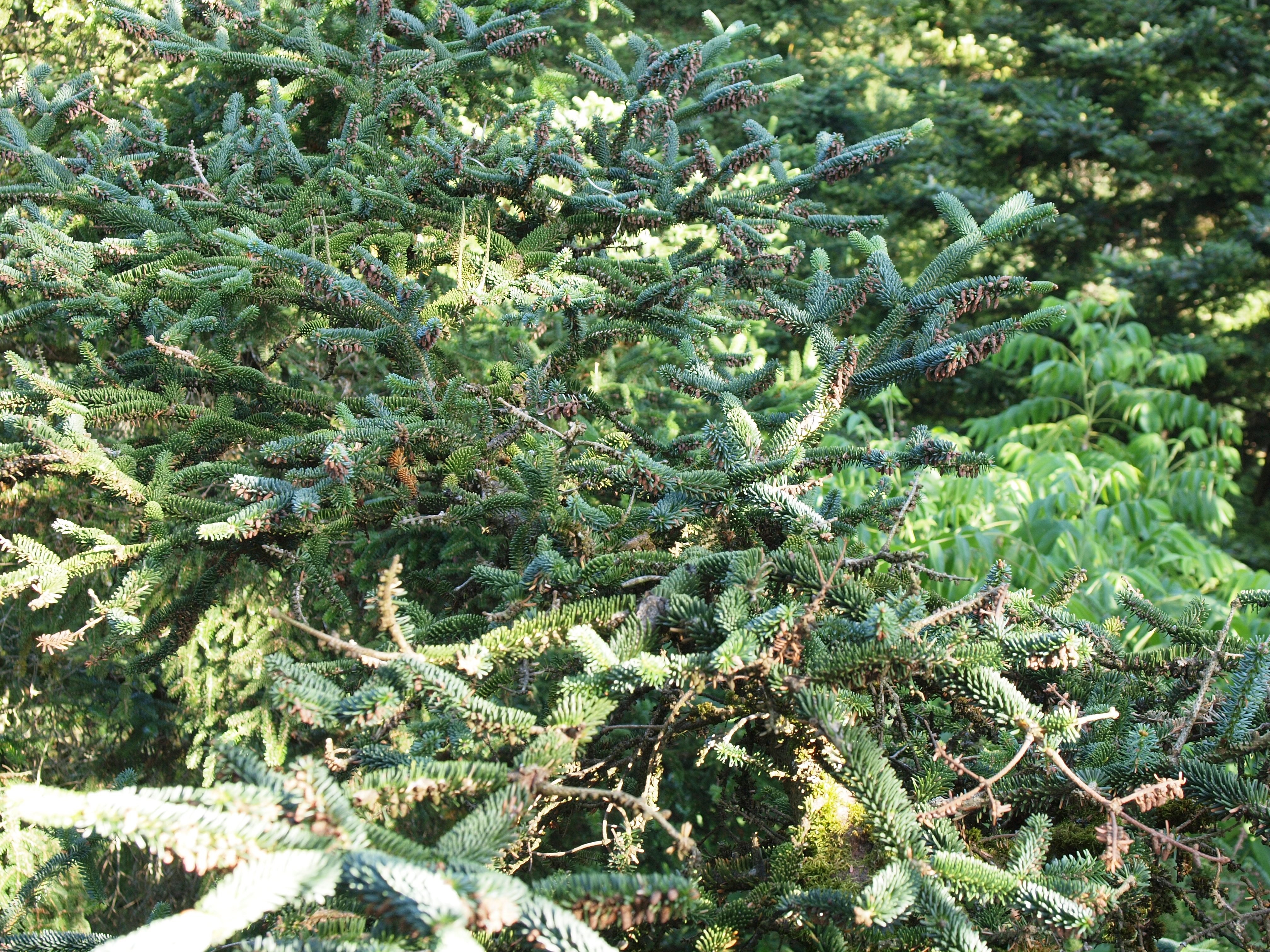
Zweig höherer Ordnung mit der für die Tannen typischen horizontalen Ausprägung
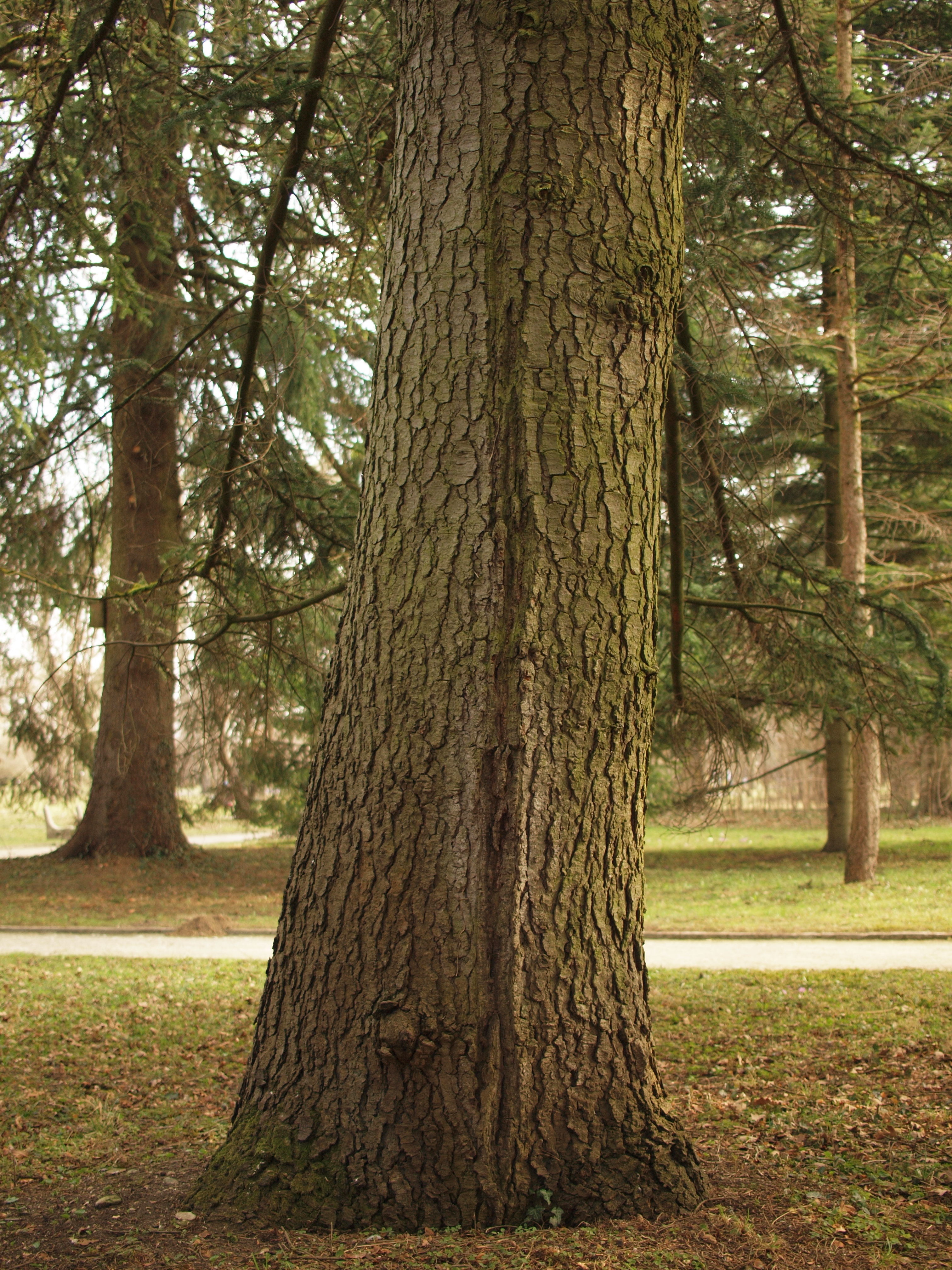
Borke und Stamm
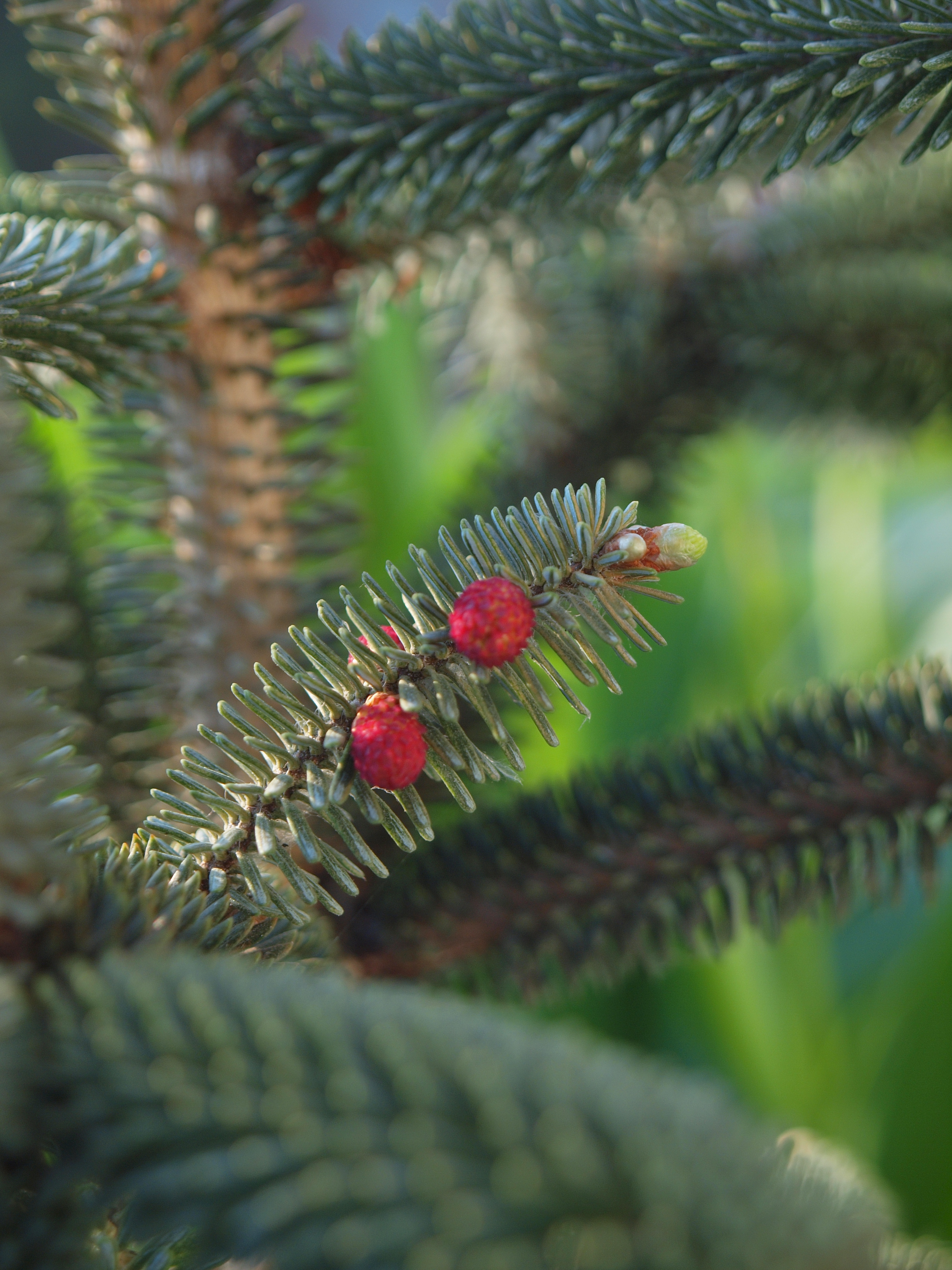
Blüte
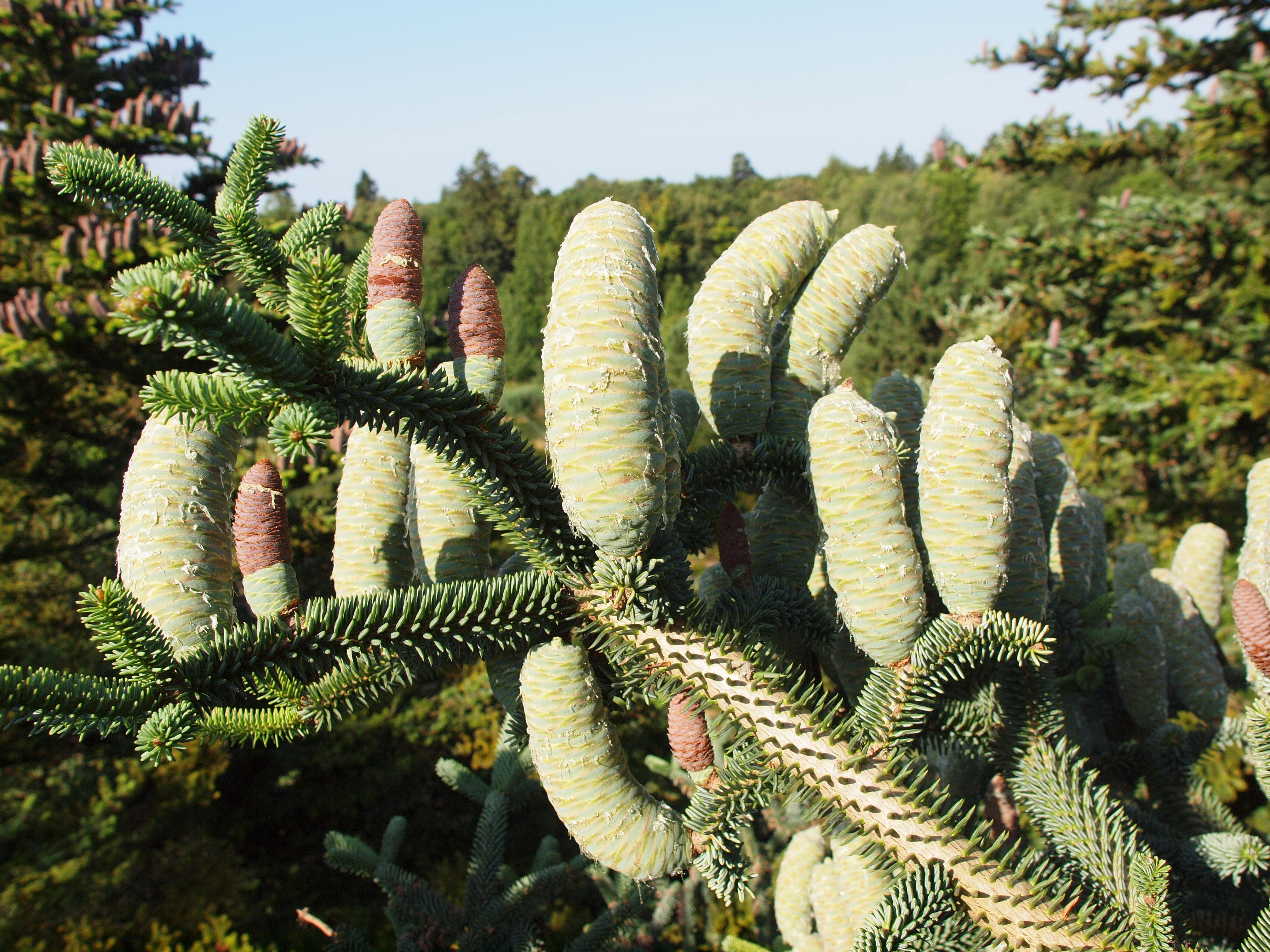
Wie bei allen europäischen Tannen der Sektion Piceaster sind die Deckschuppen der Samenzapfen verdeckt
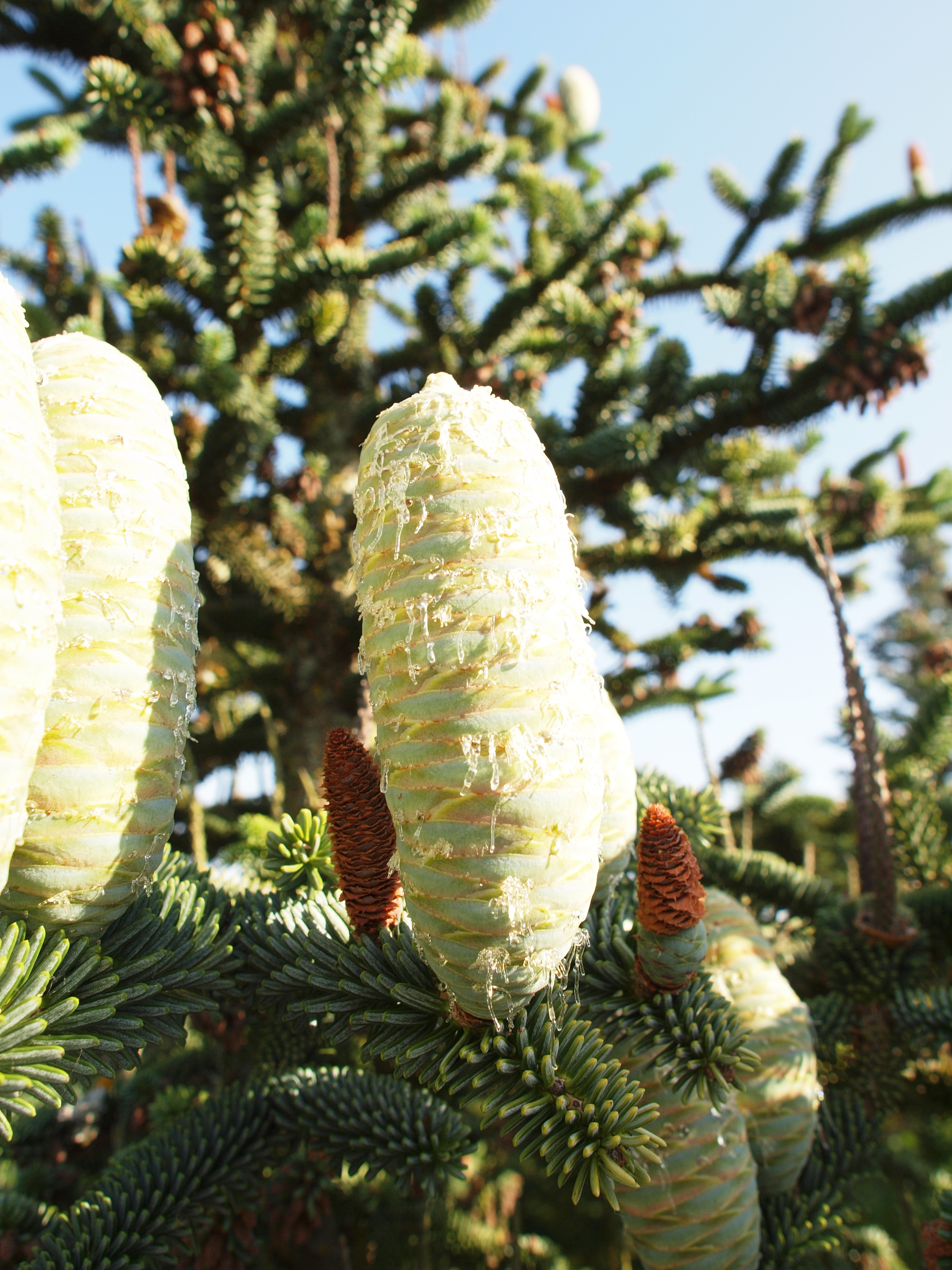
Die stumpfe Spitze der Samenzapfen ist charakteristisch
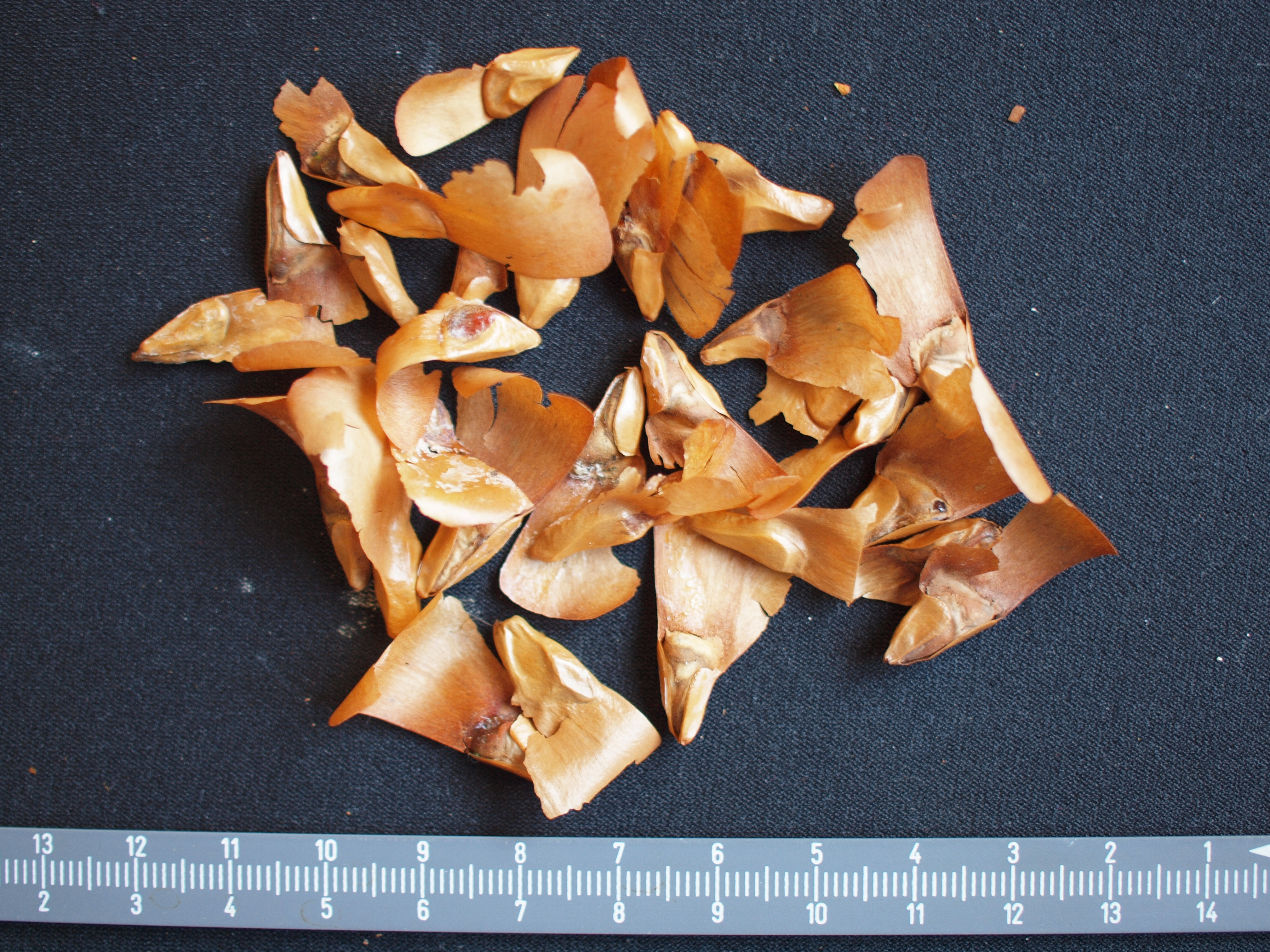
Samen

### Generative Merkmale
Die Numidische Tanne ist wie alle Tannen-Arten einhäusig-getrenntgeschlechtig (monözisch). Die mit einer Länge von 15 bis 20 Zentimeter und einem Durchmesser von 3,5 bis 5,5 Zentimeter zylindrischen Zapfen sind grünlich-gelben gefärbt. Die Samenschuppen sind rund 3 Zentimeter groß. Die zwischen 12 und 14 Millimeter langen Samen besitzen einen Flügel der länger als das Samenkorn ist. Das Tausendkorngewicht beträgt rund 70 Gramm. Die Sämlinge bilden vier bis acht Keimblätter (Kotyledonen) aus.
Die Chromosomenzahl beträgt 2n = 24.

## Verbreitung und Standort
Die Numidische Tanne ist in Algerien heimisch. Dieser Endemit wächst nur an den Hängen von Mount Babor und Mount Talahor, die sich in der Kabylei-Region befinden. Man findet sie in Höhenlagen von 1300 bis 2000 Metern.
Es werden häufig Mischbestände mit der Atlas-Zeder (Cedrus atlantica), der Europäischen Stechpalme (Ilex aquifolium), der Algerischen Eiche (Quercus canariensis) und der Europäischen Eibe (Taxus baccata) gebildet.

## Nutzung
Im Mittelmeerraum wird die Numidische Tanne als Ziergehölz angebaut. Sie eignet sich auch für Hecken, da sie den Rückschnitt gut verträgt.

## Systematik
Die Erstbeschreibung von Abies numidica erfolgte 1866 durch De Lannoy in Élie Abel Carrière: Revue Horticole, vol. 38, p. 106. Die Numidische Tanne wird innerhalb der Gattung der Tannen (Abies) der Sektion Piceaster zugeordnet.
Synonyme für Abies numidica de Lannoy ex Carrière sind Abies baberiensis Letourneux, Abies pinsapo var. baborensis Coss. und Pinus abies var. africana Münchh., wobei die letzte als Nomen nudum gilt.

## Gefährdung und Schutz
Die Art wird in der Roten Liste der IUCN als „vom Aussterben bedroht“ („Critically Endangered“) geführt.